# Mimaletis watulekii
Mimaletis watulekii là một loài bướm đêm trong họ Geometridae.